# Hallenberg
Hallenberg is een stad en gemeente in de Duitse deelstaat Noordrijn-Westfalen, gelegen in de Hochsauerlandkreis. De gemeente telt 4.490 inwoners (31 december 2020) op een oppervlakte van 65,35 km². Naburige steden zijn onder andere Winterberg (14 km), Frankenberg (18km) en Marburg (43 km).

## Delen van de gemeente Hallenberg
- Braunshausen
- Hesborn
- Kernstadt
- Liesen

## Afbeeldingen

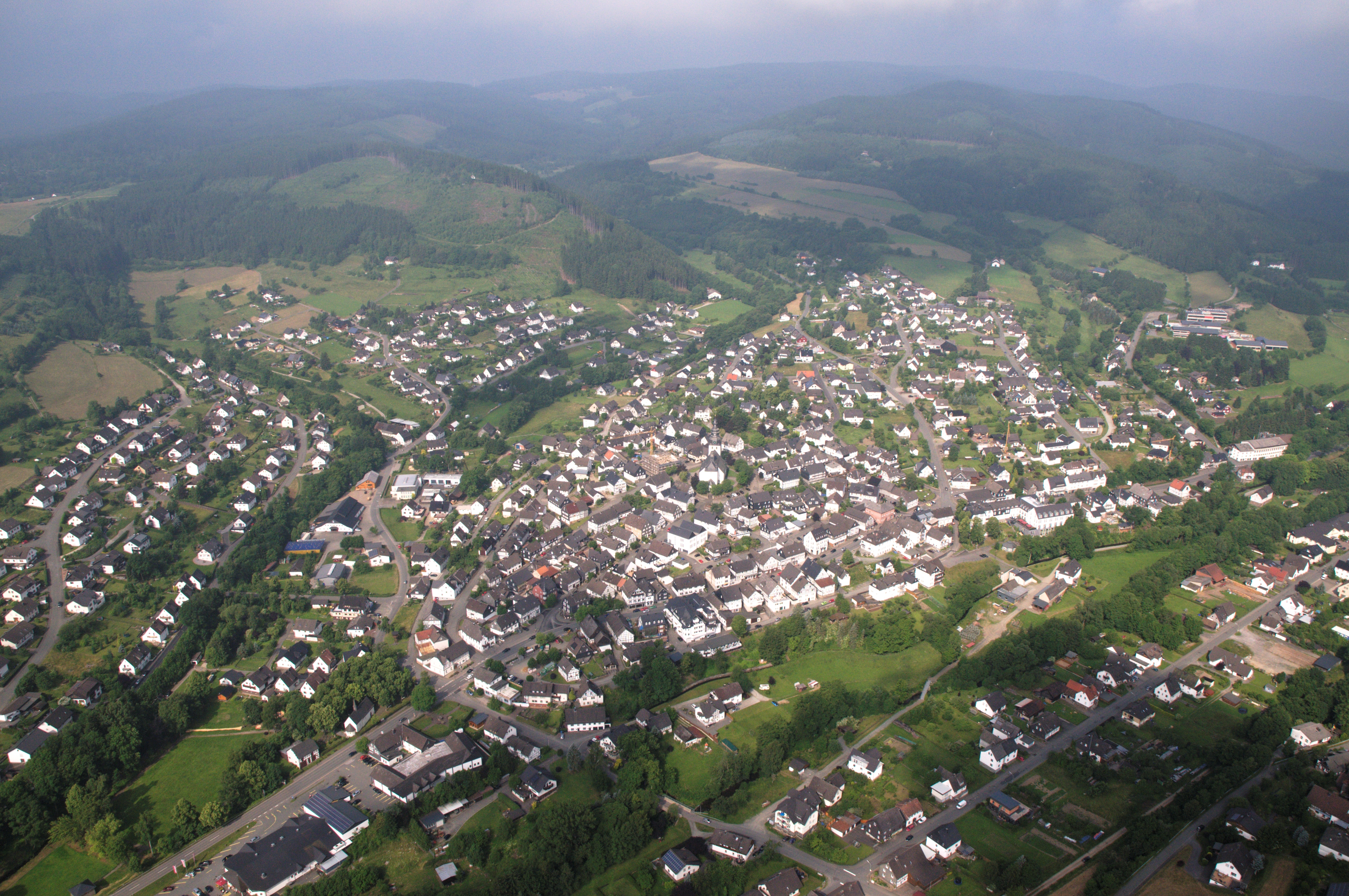
Hallenberg 2013
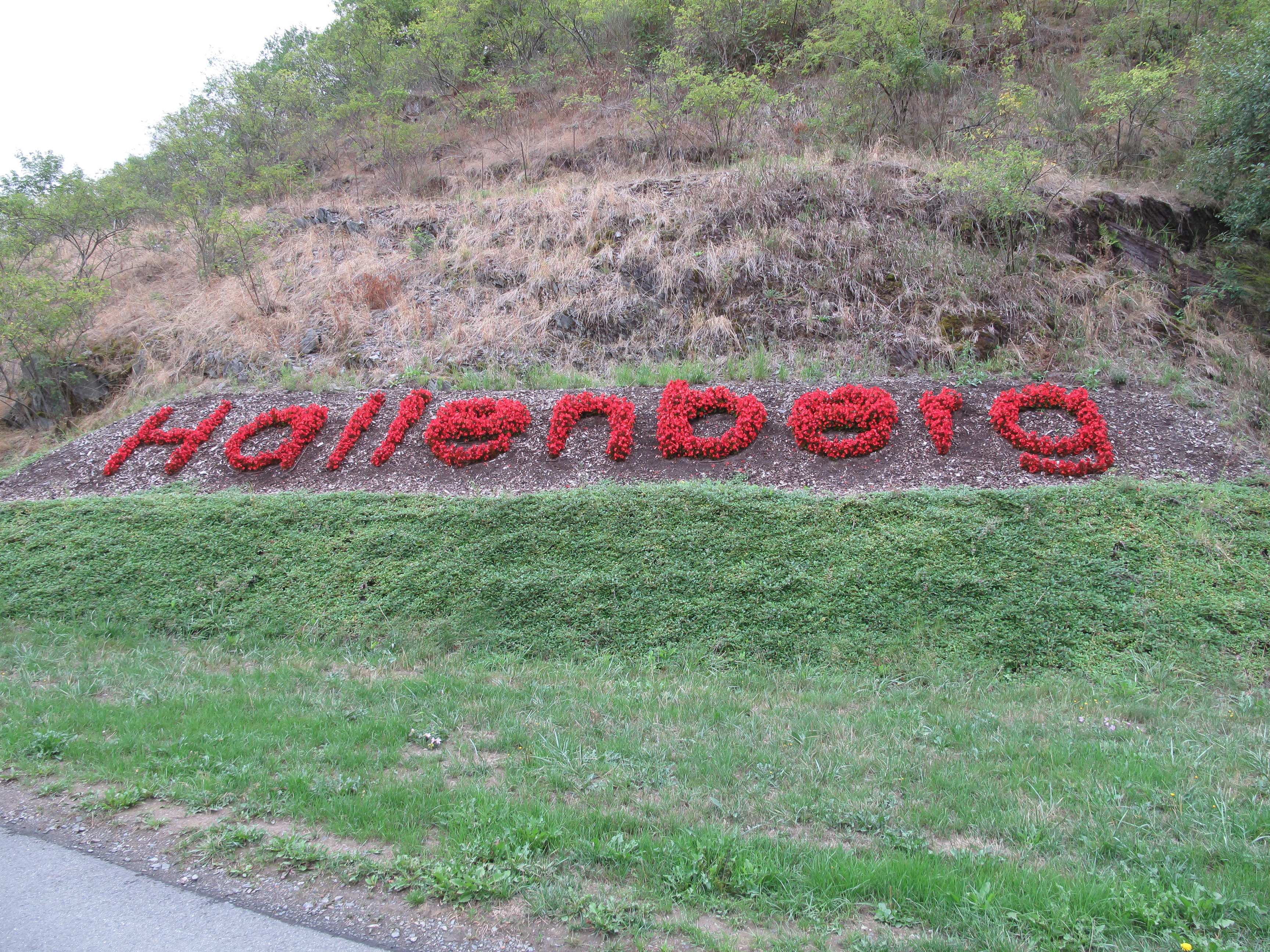
Hallenberg in bloemen
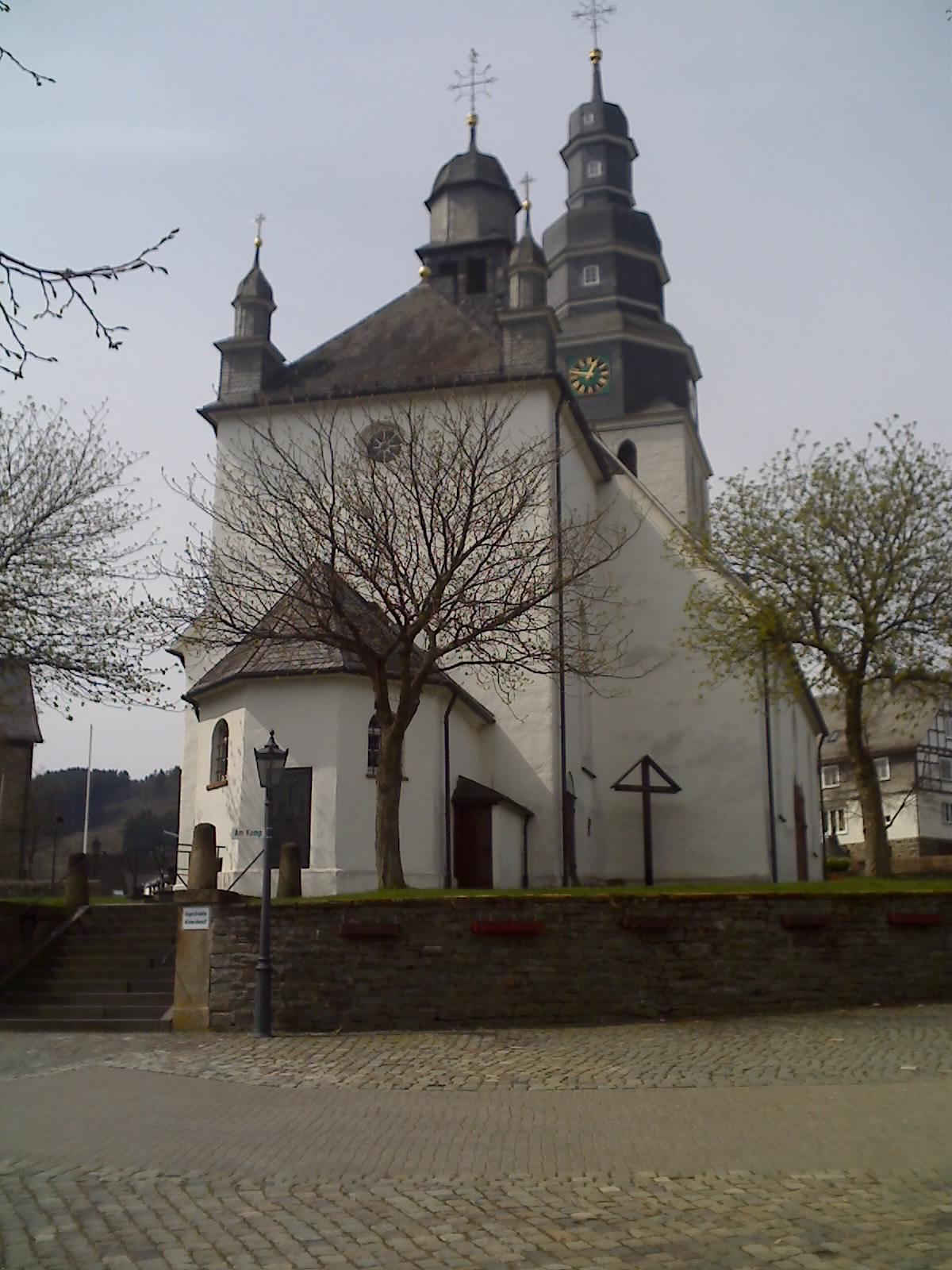
St. Heribertkerk

Arnsberg · Bestwig · Brilon · Eslohe · Hallenberg · Marsberg · Medebach · Meschede · Olsberg · Schmallenberg · Sundern · Winterberg